# Amra Pandžić
Amra Pandžić (* 20. September 1989 in Ljubljana, SR Slowenien, SFR Jugoslawien) ist eine ehemalige slowenische Handballspielerin.

## Karriere

### Im Verein
Amra Pandžić spielte zunächst für RK Krim in Slowenien. Mit Krim wurde sie mehrfach slowenischer Meister, bevor sie 2010 nach Frankreich zu Cergy-Pontoise Handball 95 wechselte. Nach einer Saison kehrte sie nach Slowenien zurück und pausierte zunächst 3 Jahre mit dem Handball für ihr Studium. Nachdem sie ab 2014 für ŽRK Žalec aufgelaufen war, wechselte sie 2015 zurück zu RK Krim. Mit Krim konnte sie 2017 und 2018 erneut die slowenische Meisterschaft gewinnen. Im Mai 2019 wechselte sie mit sofortiger Wirkung für die restliche Saison nach Frankreich zu Brest Bretagne Handball. Darauf ging sie in die Türkei um für Kastamonu Belediyesi GSK zu spielen. Mit Kastamonu konnte sie 2021 die türkische Meisterschaft gewinnen. Ab 2021 spielte sie in Rumänien für CS Minaur Baia Mare. Zur Saison 2024/25 kehrte sie nach Slowenien zurück und stand wieder im Kader von RK Krim. Mit Krim gewann sie 2025 sowohl die slowenische Meisterschaft als auch den slowenischen Pokal. Anschließend beendete sie ihre Karriere.

### In Auswahlmannschaften
Amra Pandžić steht im Aufgebot der slowenischen Nationalmannschaft. Sie stand im Kader für die Mittelmeerspiele 2009 und für die Europameisterschaft 2010. Nachdem sie von 2011 bis 2014 mit dem Handball pausiert hatte, wurde sie für die Weltmeisterschaft 2017 wieder in den Kader der Nationalmannschaft berufen und belegte mit Slowenien den 14. Platz. Weiter nahm sie mit Slowenien bei der WM 2019 (19. Platz), EM 2020 (16. Platz), WM 2021 (16. Platz), EM 2022 (8. Platz) und der WM 2023 (11. Platz) teil. 2024 stand sie im Aufgebot für die Olympischen Spiele.